# Fabiánovo lože
Fabiánovo lože (též Fabiánova postel) je skalka z velkých kamenů, na níž údajně odpočívá duch Fabián. Podle pověsti se jedná o pozůstatek hradu, na němž Fabián bydlel, než ho nechala zlá čarodějnice zmizet.

## Poloha
Nachází se na kopci Velká Baba, asi 300 metrů severovýchodně od vrcholu. 
Skrz skálu vede díra, jíž se dá prolézt. Dnes již prorůstá mladými smrčky.